# Kościół Matki Bożej Szkaplerznej w Tarnowie
Kościół Matki Bożej Szkaplerznej w Tarnowie – rzymskokatolicki kościół parafialny należący do parafii pod tym samym wezwaniem (dekanat Tarnów Południe diecezji tarnowskiej).
Projekt świątyni został opracowany przez mgr inż. Annę Falęcką i mgra inż. Stefana Maciałowicza. Budowa została rozpoczęta w 1988 roku przez ówczesnego proboszcza ks. Aleksandra Dychtonia. Po czterech latach prac został zbudowany kościół dolny, w którym w 1992 roku zaczęto odprawiać nabożeństwa parafialne. W 1997 roku na nowo budowanym kościele został położony dach, natomiast ksiądz biskup Władysław Bobowski poświęcił dzwon na sygnaturkę wieży kościoła. Dzwon nazywa się Józef. W maju 2014 roku biskup Andrzej Jeż poświęcił świątynię górną i nadał jej wezwanie – Matki Bożej Szkaplerznej.
Jest to budowla dwukondygnacyjna (górna kondygnacja jest trzynawowa), docelowo w kondygnacji górnej ma być umieszczona kaplica – sanktuarium. Powierzchnia kościoła to 621,35 metrów kwadratowych. Obraz ołtarzowy św. Archanioła Gabriela został namalowany przez nestora polskiego malarstwa Stanisława Westwalewicza, z kolei witraże i malowidła zaprojektował i wykonał jego syn – Andrzej. Świątynia nie jest orientowana.